# بويد بيترسن
بويد بيترسن (بالإنجليزية: Boyd Petersen)‏ هو كاتب سير أمريكي، ولد في 23 فبراير 1962 في بروفو في الولايات المتحدة.

## وصلات خارجية
- الموقع الرسمي